# Sisters' Islands
Sisters' Islands (en chinois : 姐妹岛, en malais : சகோதரிகள் தீவு), sont deux îles située dans le Sud de l'île principale de Singapour. La plus importante Pulau Subar Laut s'étend sur 0,39 km2, la seconde Pulau Subar Darat sur 0,17 km2.
Les deux îles sont séparées par un canal étroit. Les courants à travers ce canal peuvent être très dangereux pour les nageurs et les plongeurs.

## Géographie
Pulau Subar Laut s'étend sur une longueur d'environ 366 m pour une largeur approximative de 234 m. Pulau Subar Darat s'étend, quant-à-elle sur environ 230 m pour une largeur équivalente. 
Les deux îles font partie du Sisters' Island Marine Park (en) qui a été créé en juillet 2014.